# Liste der FFH-Gebiete im Landkreis Bad Kissingen
Die Liste der FFH-Gebiete im Landkreis Bad Kissingen zeigt die FFH-Gebiete des unterfränkischen Landkreises Bad Kissingen in Bayern.
Teilweise überschneiden sie sich mit bestehenden Natur-, Landschaftsschutz- und EU-Vogelschutzgebieten.
Im Landkreis befinden sich insgesamt 17 und zum Teil mit anderen Landkreisen überlappende FFH-Gebiete.
| Bayerische Hohe Rhön                                          |    | 5526-371 WDPA: 555537678 | Landkreis Rhön-Grabfeld, Landkreis Bad Kissingen |  | ⊙ | 19.260,59 |  |
| Einertsberg, Schondraberg und angrenzende Wälder              | BW | 5824-371 WDPA: 555521160 | Landkreis Bad Kissingen, Landkreis Main-Spessart |  | ⊙ | 2.379,83  |  |
| Fränkische Saale zwischen Heustreu und Steinach               |    | 5627-371 WDPA: 555521013 | Landkreis Rhön-Grabfeld, Landkreis Bad Kissingen |  | ⊙ | 296,45    |  |
| Laubwälder bei Bad Königshofen                                | BW | 5628-301 WDPA: 555521014 | Landkreis Rhön-Grabfeld, Landkreis Bad Kissingen |  | ⊙ | 1.874,00  |  |
| Lindenstumpf und Rudelberg                                    | BW | 5725-302 WDPA: 555521079 | Landkreis Bad Kissingen                          |  | ⊙ | 16,00     |  |
| Mausohrkolonien in der Rhön und im Grabfeld                   | BW | 5627-303 WDPA: 555521011 | Landkreis Rhön-Grabfeld, Landkreis Bad Kissingen |  | ⊙ | 0,00      |  |
| Mausohrkolonien in Machtilshausen und Diebach                 | BW | 5825-301 WDPA: 555521162 | Landkreis Bad Kissingen                          |  | ⊙ | 0,00      |  |
| Naturschutzgebiet 'Sodenberg-Gans'                            |    | 5824-302 WDPA: 555521159 | Landkreis Bad Kissingen, Landkreis Main-Spessart |  | ⊙ | 493,00    |  |
| Schmalwasser- und Premichtal                                  | BW | 5626-372 WDPA: 555521009 | Landkreis Rhön-Grabfeld, Landkreis Bad Kissingen |  | ⊙ | 343,12    |  |
| Schondratalsystem                                             | BW | 5824-301 WDPA: 555521158 | Landkreis Bad Kissingen, Landkreis Main-Spessart |  | ⊙ | 304,00    |  |
| Sinngrund                                                     |    | 5823-301 WDPA: 555521157 | Landkreis Bad Kissingen, Landkreis Main-Spessart |  | ⊙ | 409,00    |  |
| Sippach-Tal südöstlich Sippachsmühle                          | BW | 5824-372 WDPA: 555521161 | Landkreis Bad Kissingen                          |  | ⊙ | 1,52      |  |
| Standortübungsplatz 'Brönnhof' und Umgebung                   | BW | 5827-371 WDPA: 555521164 | Landkreis Bad Kissingen, Landkreis Schweinfurt   |  | ⊙ | 2.333,95  |  |
| Truppenübungsplatz Hammelburg                                 | BW | 5925-301 WDPA: 555537713 | Landkreis Bad Kissingen, Landkreis Main-Spessart |  | ⊙ | 3.591,00  |  |
| Wälder und Trockengebiete östlich Hammelburg                  |    | 5825-371 WDPA: 555521163 | Landkreis Bad Kissingen                          |  | ⊙ | 1.317,10  |  |
| Wälder und Trockenstandorte bei Bad Kissingen und Münnerstadt |    | 5726-371 WDPA: 555521080 | Landkreis Rhön-Grabfeld, Landkreis Bad Kissingen |  | ⊙ | 4.421,81  |  |
| Waldwiesen und Moore im Neuwirtshauser Forst                  | BW | 5725-301 WDPA: 555521078 | Landkreis Bad Kissingen                          |  | ⊙ | 184,00    |  |
| Legende für Fauna-Flora-Habitat                               |    |                          |                                                  |  |   |           |  |